# Грабовый вершинный усачик
Грабовый вершинный усачик (Pogonocherus hispidulus) — вид жесткокрылых из семейства усачей.

## Распространение
Распространён в Европе, России, на Кавказе, Ближнем Востоке и в Турции.

## Описание
Коричневый жук длиной 5—8 мм. Обладает усами.

## Развитие
Развитие вида длится два года. Кормовыми растениями являются различные лиственные породы.

## Вариации
- Pogonocherus hispidulus var. bickhardti Pic, 1927

## Галерея

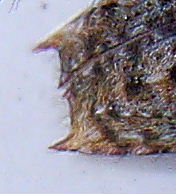